# Museo del Fútbol Alemán
El Museo del Fútbol Alemán (en alemán Deutsche Fußballmuseum) fue inaugurado el 23 de octubre de 2015 como el museo nacional de fútbol de la Federación Alemana de Fútbol (DFB) en Dortmund, Alemania. Los planes provinieron de la DFB-Stiftung Deutsches Fußballmuseum gGmbH con sede en Dortmund.

## Historia de origen
Después de la Copa Mundial de Fútbol de 2006 en Alemania, la DFB decidió utilizar las ganancias de la Copa del Mundo para financiar el establecimiento de un museo nacional del fútbol alemán. En mayo de 2007, el Presidium de la DFB seleccionó las ciudades de Colonia, Oberhausen, Gelsenkirchen y Dortmund de 14 ciudades que habían solicitado la ubicación del museo del fútbol y, por lo tanto, se decidió por una ubicación en el estado más poblado de Renania del Norte-Westfalia. En un extraordinario "Bundestag" de la DFB. En abril de 2009, los delegados optaron por la zona cercana al centro de la ciudad al sur de la principal estación de tren de Dortmund, que había sido utilizada como estación de autobuses hasta que comenzó la construcción del museo.

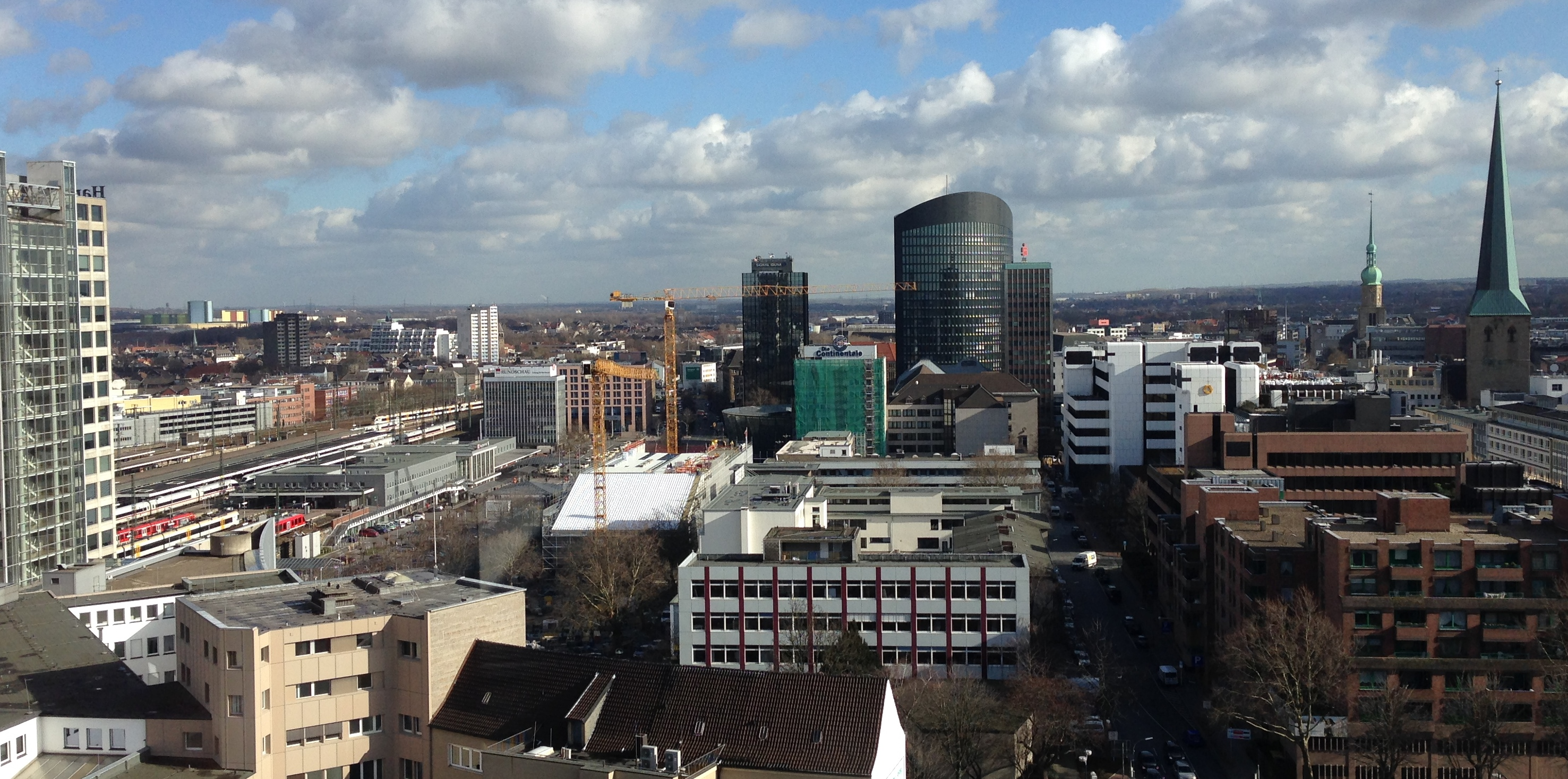
Museo del Fútbol Alemán en fase de construcción (frente a la estación principal de trenes).

Las obras de construcción del museo comenzaron en septiembre de 2012; la ceremonia de inauguración simbólica tuvo lugar el 20 de septiembre en presencia del presidente de la DFB, Wolfgang Niersbach, el primer ministro Hannelore Kraft y el alcalde Ullrich Sierau.
La primera piedra se colocó el 29 de abril de 2013. Estuvieron presentes, entre otros, Wolfgang Niersbach, Reinhard Rauball y Ute Schäfer. Un año después, en 2014, se celebró la ceremonia de remate.

## Terreno y edificación

### Localización
El Museo del Fútbol Alemán se encuentra en las inmediaciones de la estación de tren principal y es parte de una milla de arte y cultura entre el centro creativo Torre U de Dortmund y la sala de conciertos de Dortmund.

### Concurso de arquitectura
La ciudad de Dortmund, en cooperación con la DFB, anunció un concurso de arquitectura internacional para el edificio. El 4 de mayo de 2011, el jurado del concurso premió tres diseños de 24 trabajos presentados. No hubo un diseño ganador incondicional. En cambio, los jueces otorgaron un grupo de premios con tres premios iguales a los arquitectos HPP Hentrich-Petschnigg + Partner (Düsseldorf), ARGE Petersen BWM Architekten und Partner (Dortmund) y sowie pmp Architekten (Múnich). Además, el jurado reconoció la labor de los despachos de Bolles + Wilson (Münster), LOOC / M (Fráncfort) y Schulte-Frohlinde (Berlín).

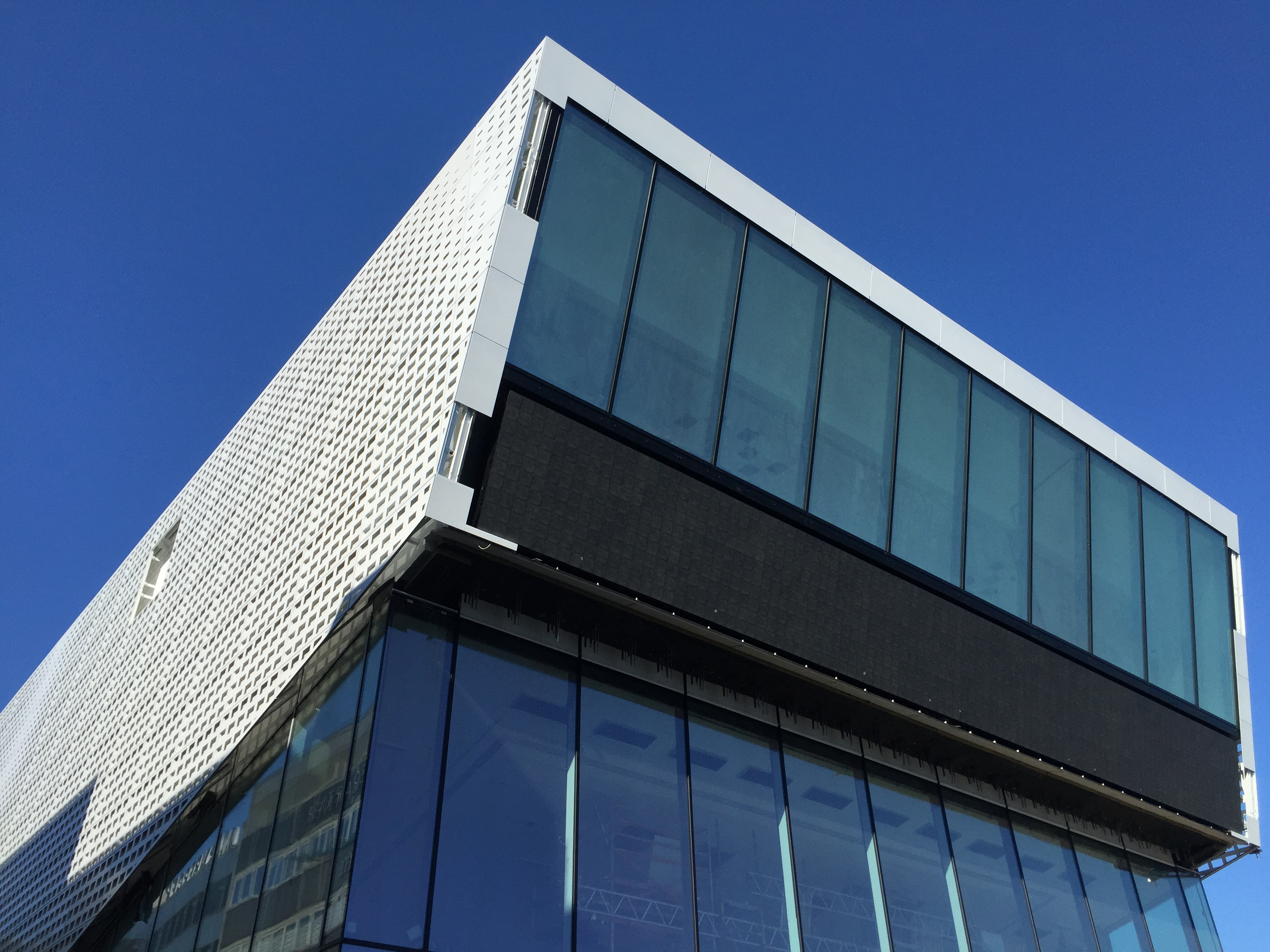
Detalle arquitectónico Museo DFB.

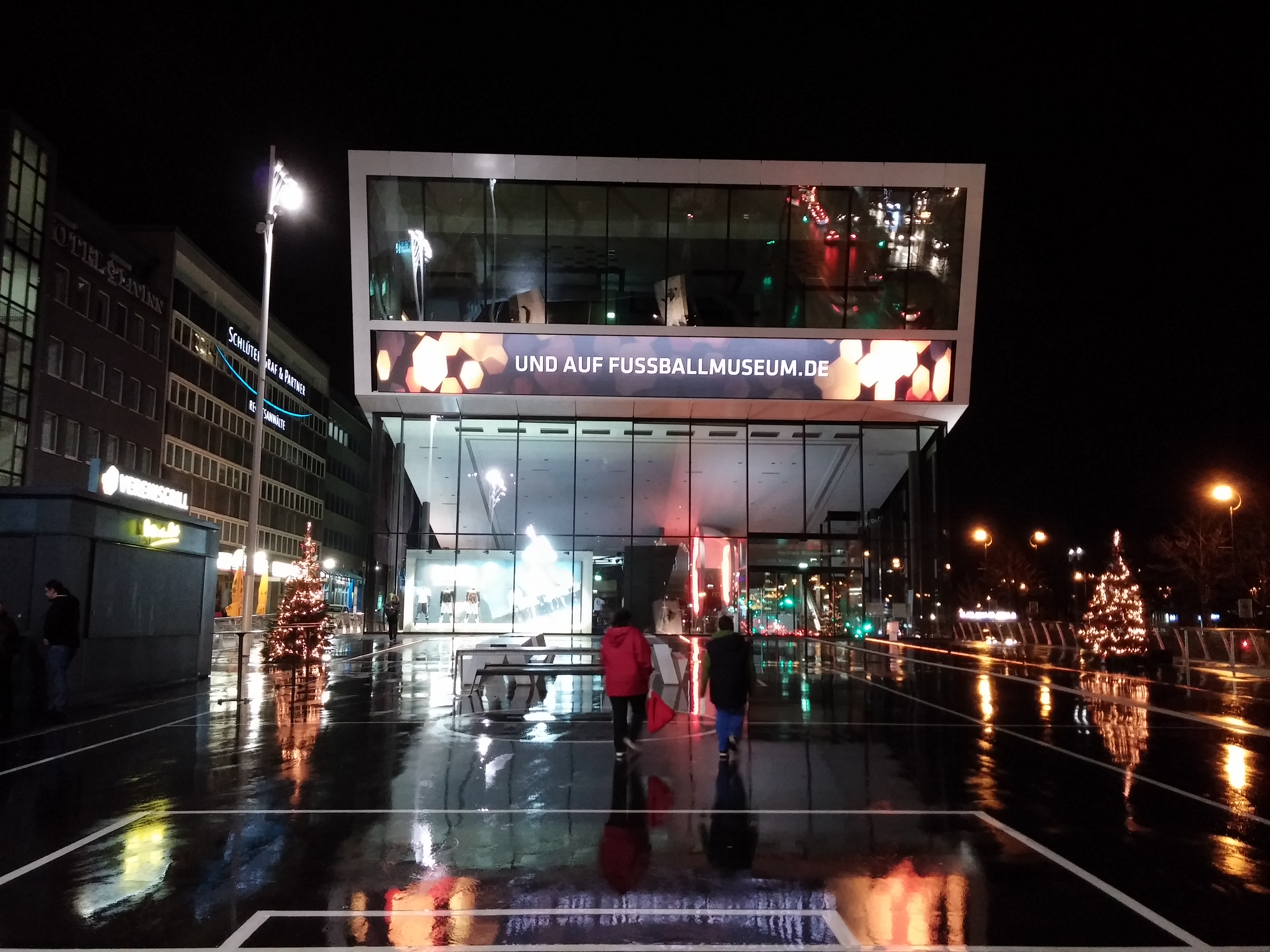
Vista de la entrada principal.

El 29 de junio de 2011, en una conferencia de prensa conjunta entre la ciudad de Dortmund y el Museo del Fútbol DFB, se anunció que las oficinas de HPP Hentrich-Petschnigg + Partner, Düsseldorf y pmp Architekten, Múnich, obtuvieron igualmente el primer lugar en el concurso internacional de arquitectura.  ARGE Petersen BWM Architects and Partners, Dortmund, obtuvo el tercer lugar.  Con base en la recomendación del jurado, el diseño final ganador se determinó en discusiones y se publicó el 26 de septiembre de 2011 en la prensa diaria.

## Orientación al contenido

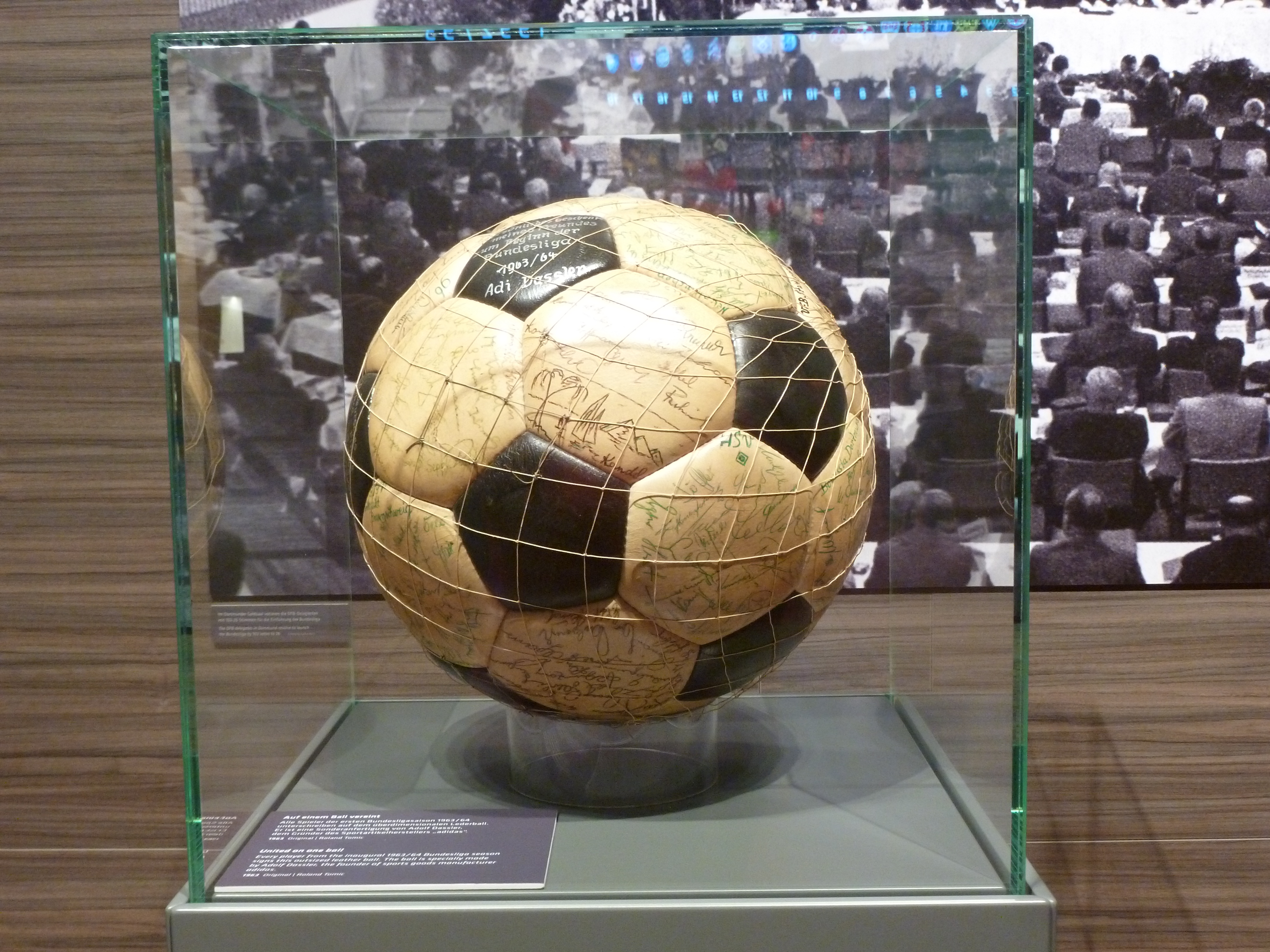
Fútbol a medida de Adi Dassler con las firmas de todos los jugadores en la primera temporada de la Bundesliga 1963-64.

El Museo del Fútbol Alemán pretende ser un lugar vivo de recuerdo y experiencia de la historia del fútbol alemán. La atención se centra en la información sobre los acontecimientos históricos del fútbol y el desarrollo del deporte en todas sus facetas, así como en las cuestiones sociales y sociales relacionadas con el fútbol. “El museo debe estar diseñado específicamente para estar orientado a los visitantes y esforzarse por lograr una experiencia de alta calidad y atractivo. Debe informar, estimular el pensamiento, sorprender, tocar, inspirar; en una palabra: entretener. Para ello, utiliza los conceptos y medios de exhibición más modernos”. El museo pretende servir como un "foro de encuentros y discusiones para […] aficionados y clubes, amigos y simpatizantes, socios y patrocinadores".  "Eventos como galas y recepciones, ceremonias de premiación y conferencias de prensa, lecturas y producciones de televisión en un área de eventos separada contribuyen a esto", dice la declaración de misión del Museo de Fútbol Alemán de la Fundación DFB.
Mario Götze exjugador del Borussia Dortmund donó su zapato, con el que marcó el gol decisivo en la final del Mundial contra Argentina, por la mayor donación a la organización solidaria Ein Herz für Kinder. Un donante desconocido transmitió la cantidad máxima de dos millones de euros la noche del 6 de diciembre de 2014. El seleccionador nacional Joachim Löw anunció que el calzado histórico-deportivo se exhibiría en el nuevo Museo del Fútbol Alemán. De hecho, se exhibe el zapato adecuado. En julio de 2020, Götze también entregó al museo su premio por el gol de la década que marcó en la final de la Copa Mundial de 2014.

## Construcción

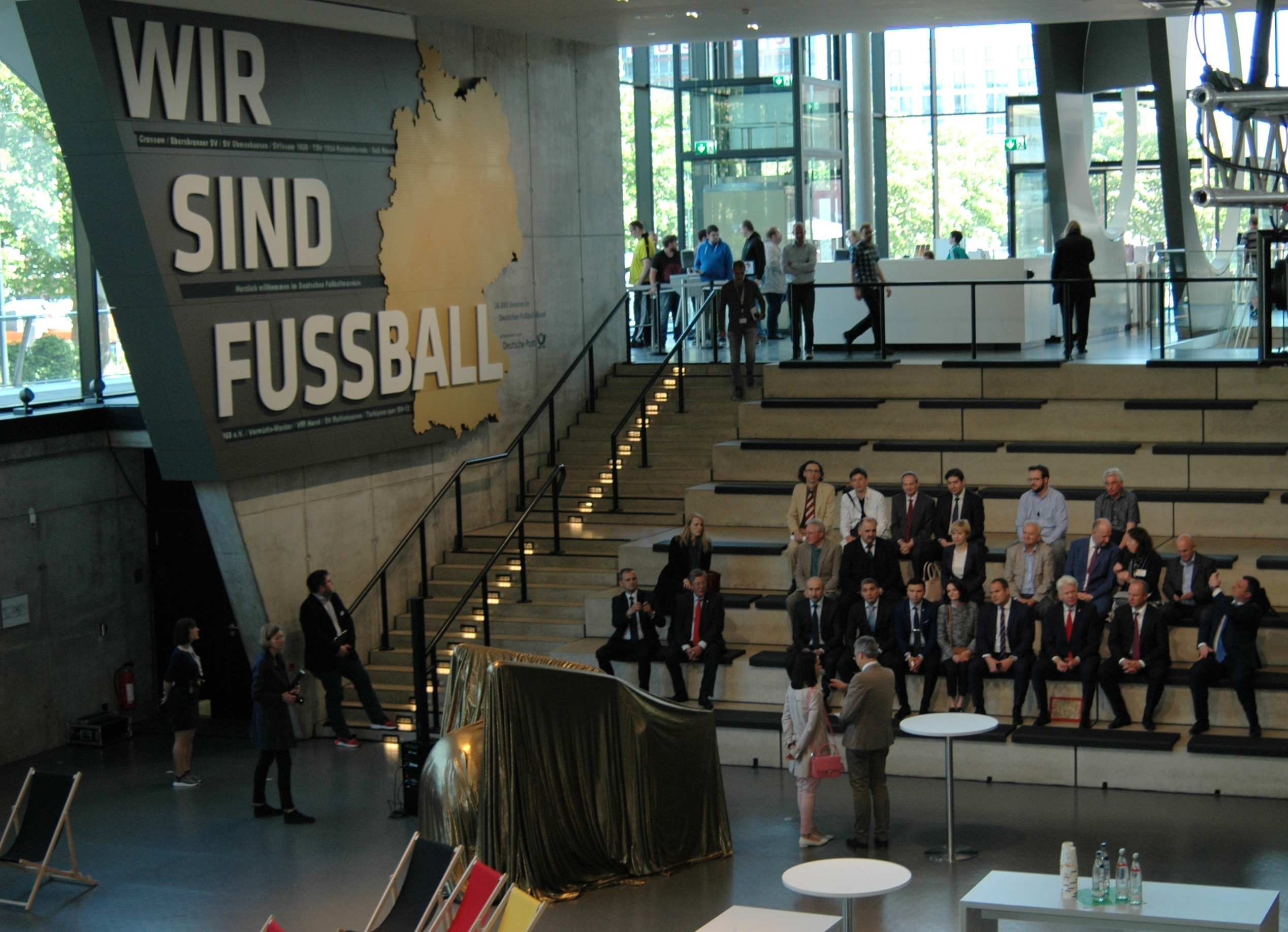
Vea el escenario multifuncional durante la inauguración del Dortmund/Rostow-Rhinos 2018.

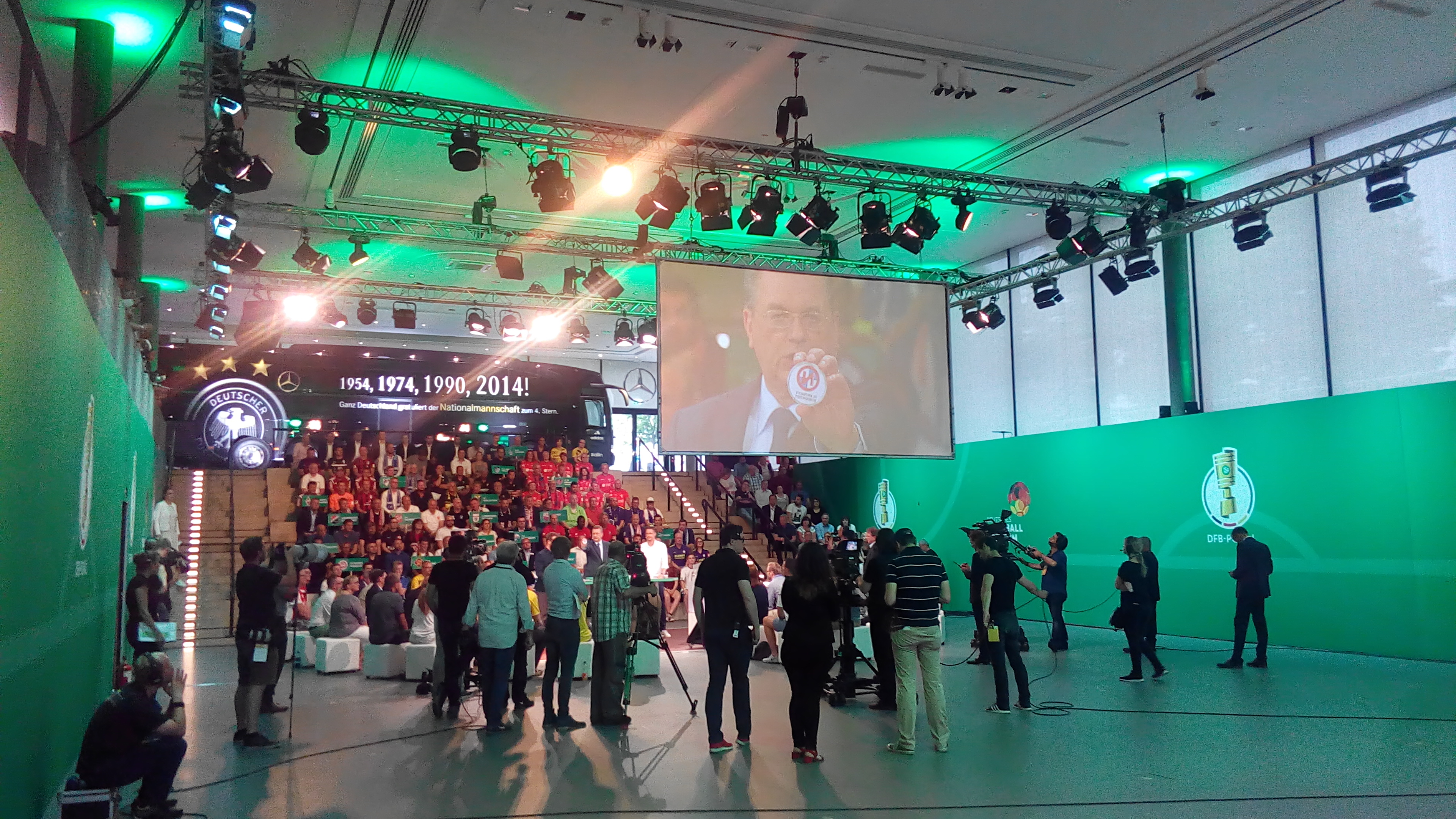
Sorteo de la 1ª ronda de la Copa de Alemania 2017-18 en la arena multifuncional.

El recorrido por el museo comienza en el segundo piso. Este está dedicado al fútbol nacional. A través de un cine en 3D, el visitante llega al primer piso, que se ocupa del fútbol de clubes. En el sótano hay una arena multifuncional que se puede utilizar para varios formatos de eventos. Todo el edificio está diseñado para no tener barreras.

## Programa de cultura y eventos
La programación cultural y de eventos del Museo del Fútbol Alemán ANSTOSS profundiza temas de la exposición permanente del museo, así como de los debates diarios con diferentes formatos, desde veladas de películas y canciones hasta grupos de discusión y lecturas. Para este propósito, también hay una sala de cine 3D en el museo.
En febrero de 2017, por ejemplo, el entrenador de fútbol Thomas Tuchel filosofó con el estudioso de humanidades Hans Ulrich Gumbrecht sobre la belleza del juego. Desde la temporada 2017-18, los sorteos de Copa de Alemania también se han realizado el domingo después de la respectiva ronda de la copa a partir de las 18:00 horas en el museo del fútbol y se mostrarán vivir en la transferencia Sportschau. En 2018, como parte de la celebración de los cuarenta años de hermanamiento entre Dortmund y Rostov del Don, el Dortmund / Rostow-Rhino, otro de los Rinoceronte alado fue presentado en el Museo del Fútbol Alemán Copa Mundial de Fútbol de 2018 se instalará en la plaza Rostov del Don.
Independientemente de los eventos relacionados con el fútbol, las salas del museo también se pueden utilizar para otros fines: para cumpleaños de niños, ceremonias de premios o recorridos nocturnos hasta actuaciones de personalidades famosas.

## Paseo de la Fama
En la explanada del museo, un Paseo de la Fama muestra las huellas o firmas de famosos futbolistas alemanes.

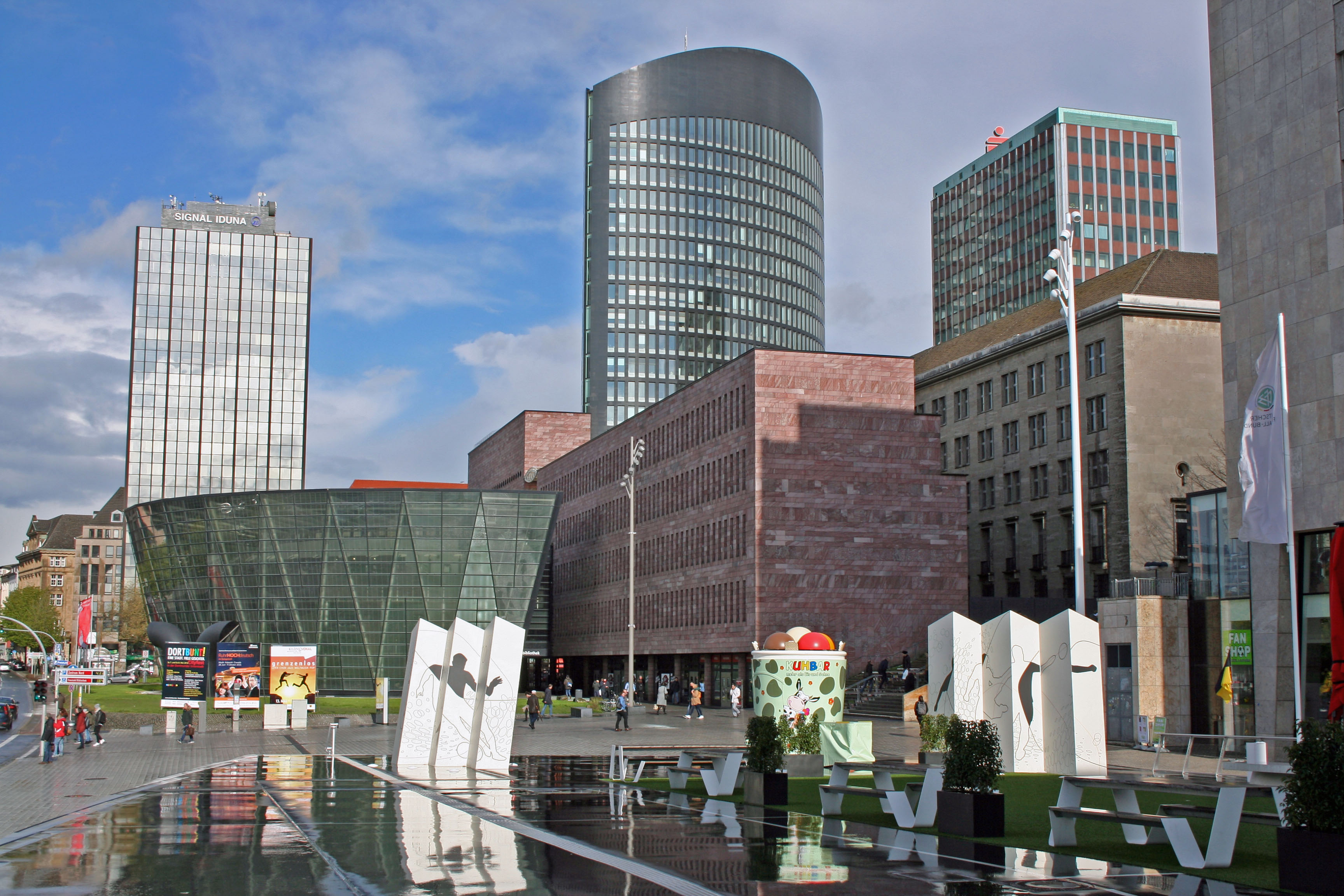
Patio.
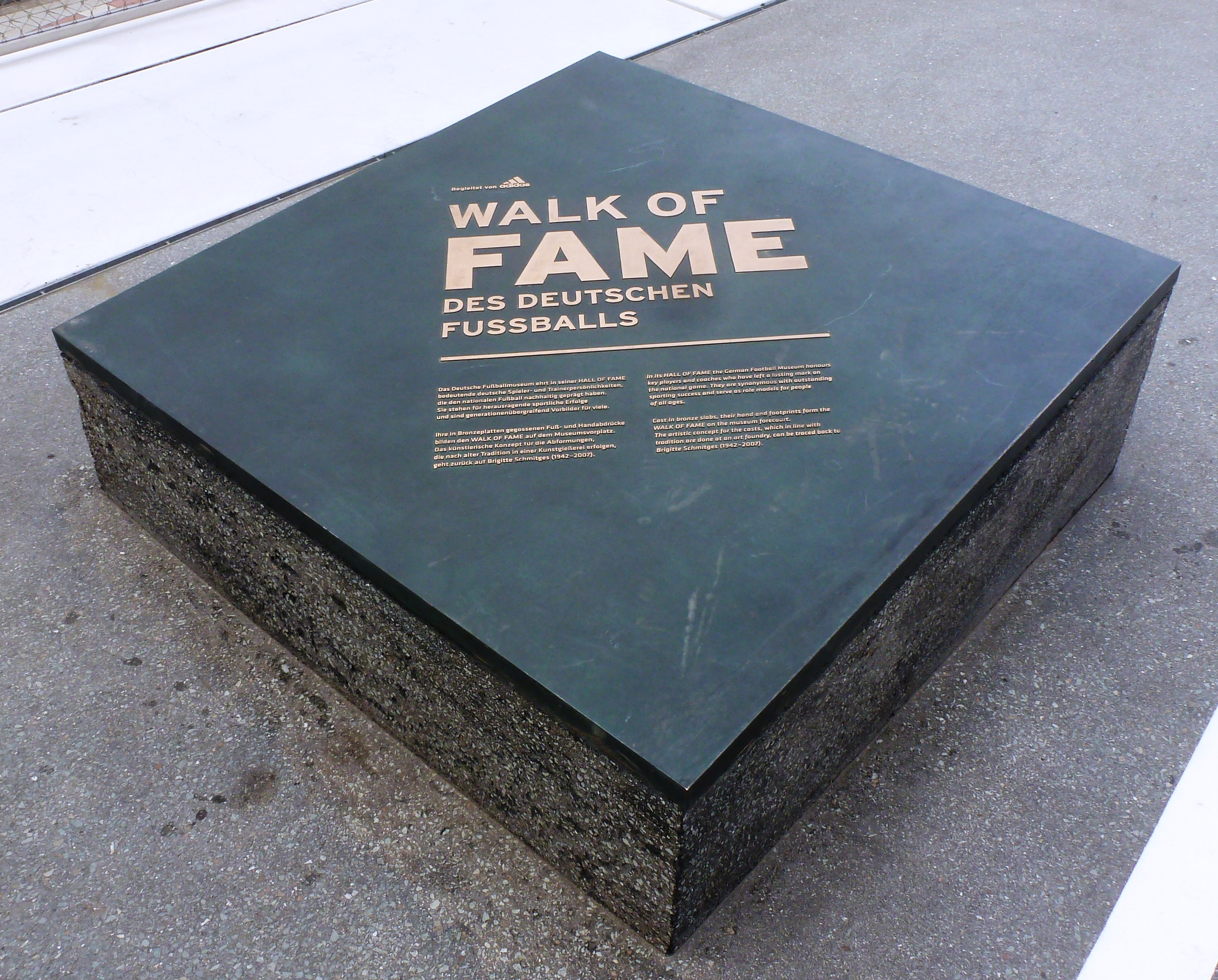
Punto de partida.
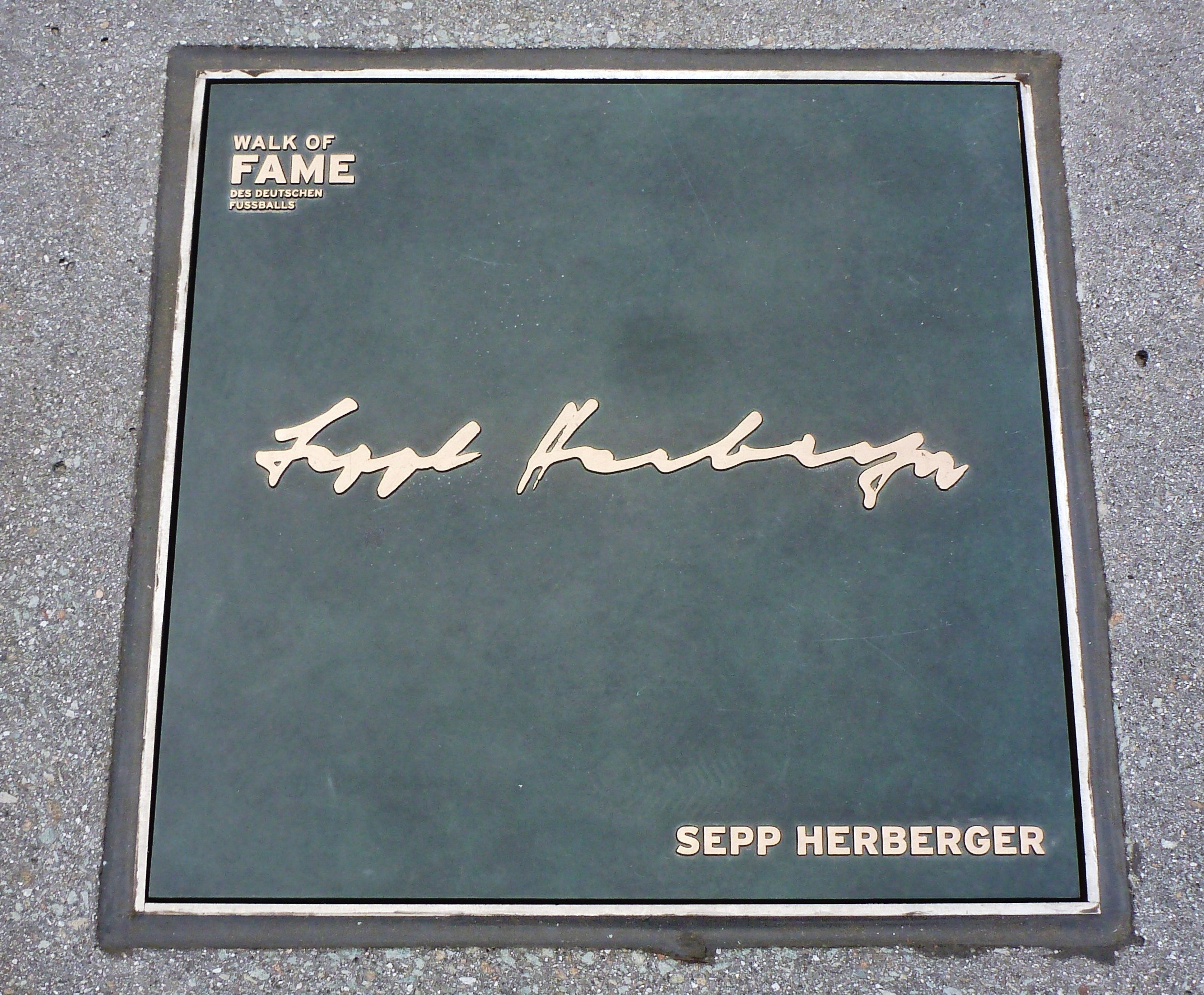
Sepp Herberger.
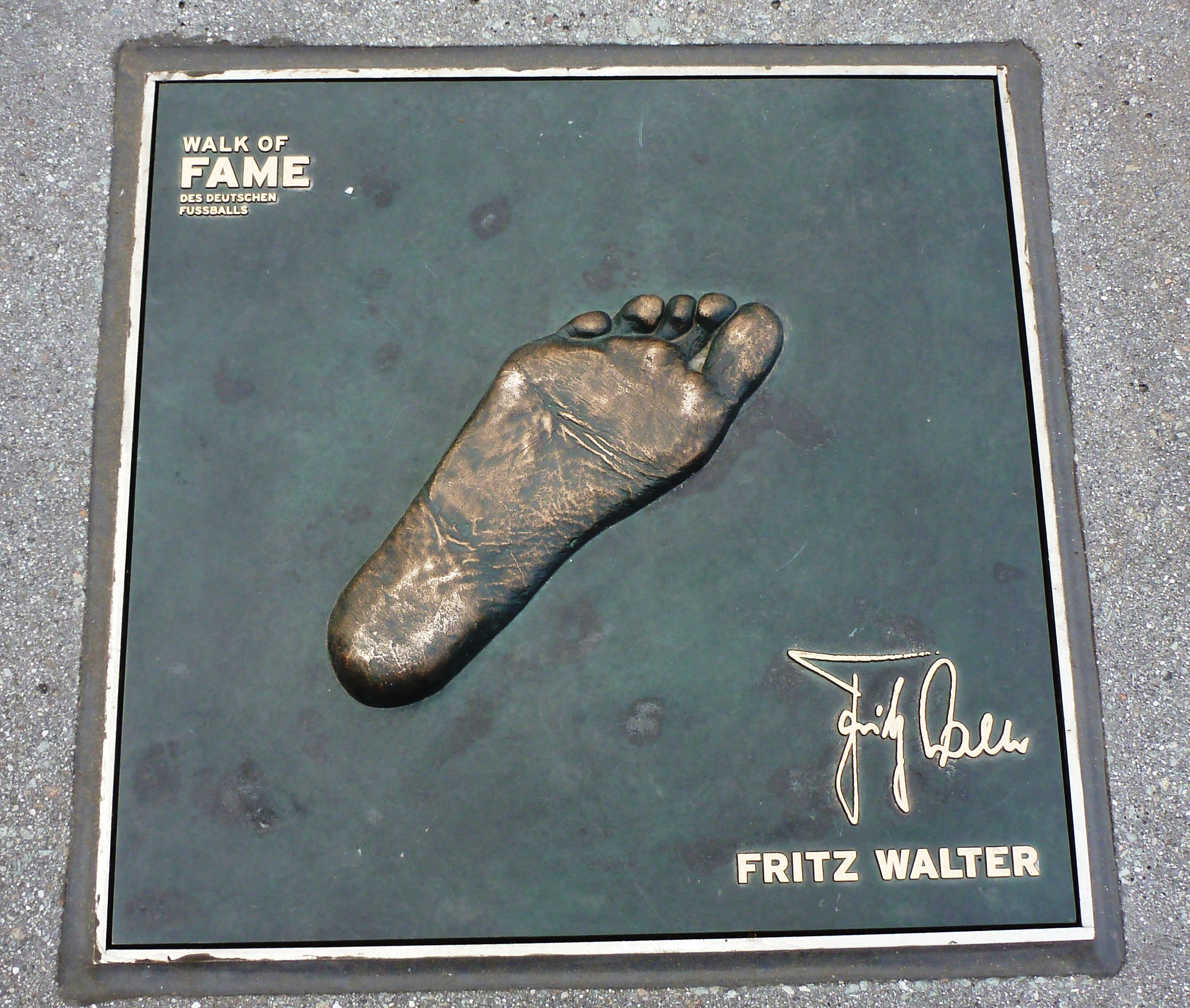
Fritz Walter.
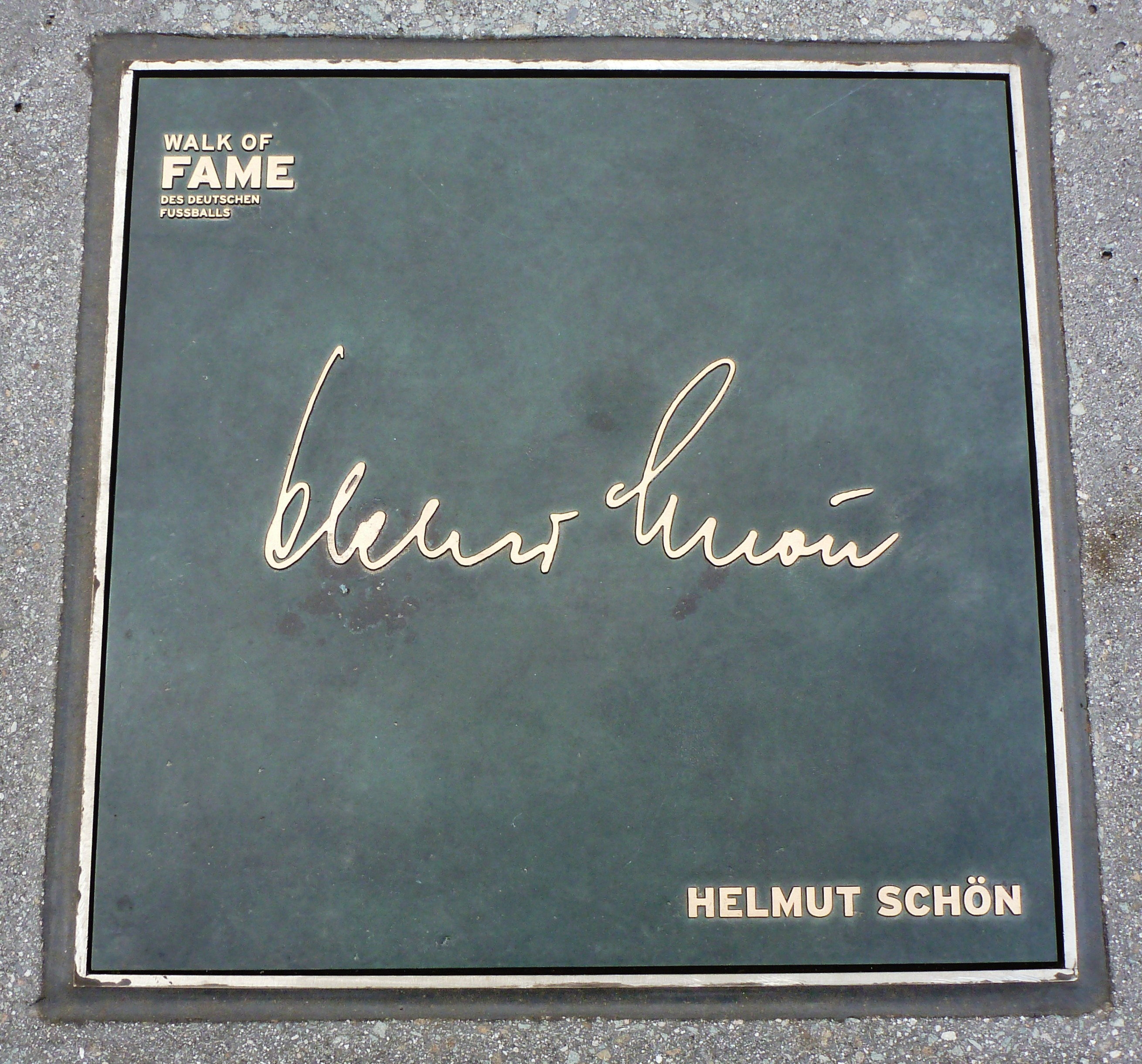
Helmut Schön.

## Salón de la Fama
Once jugadores y un entrenador fueron elegidos para el nuevo Salón de la fama del fútbol alemán en noviembre de 2018. El Salón de la Fama se inauguró en abril de 2019 como parte de la exposición permanente de la casa. La admisión de los miembros fundadores se celebró con una gala. En 2019, con motivo del 30 aniversario del título del Campeonato de Europa de mujeres alemanas en el campeonato de Europa local en 1989, se seleccionará una once fundadora femenina.
Jugador:Sepp Maier, Franz Beckenbauer, Andreas Brehme, Paul Breitner, Fritz Walter, Lothar Matthäus, Matthias Sammer, Günter Netzer, Gerd Müller, Uwe Seeler, Helmut Rahn.
Entrenador:Sepp Herberger.

## Organización y Fundación DFB Museo Alemán del Fútbol gGmbH
La DFB-Stiftung Deutsches Fußballmuseum gGmbH, con sede en Dortmund, está dirigida por los directores generales Manuel Neukirchner (DFB) y Klaus Berding (Ciudad de Dortmund). Michael Keßeler, que anteriormente representó a la ciudad de Dortmund como director gerente y acompañó las obras de construcción de la casa, asumió un nuevo cargo en 2018. La junta de accionistas de la empresa sin fines de lucro GmbH está formada por representantes del presidium de la DFB y de la ciudad de Dortmund a partes iguales.

## Premios
- 2017: European Museum of the Year Award (EMYA) – Nominierung.[22]
- 2017: Luigi Micheletti Award und DASA Award der European Museum Academy (EMA) – Nominierung.[23]
- 2017: Location Award, Kategorie Kultur-Location für Events – Nominierung[24]
- 2018: Location Award, Kategorie Eventlocations für Incentives – Nominierung[25]

## Crítica
La Asociación de Contribuyentes de Alemania criticó al Museo del Fútbol Alemán. El uso de fondos públicos para un museo con referencia a la historia del fútbol y la cultura del fútbol es el gasto de "demasiado dinero de los impuestos por un asunto menor". En octubre de 2019 se supo que la tesorería del fútbol alemán registra grandes pérdidas.  Dado que la DFB solo es responsable de 250 000 euros al año, el resto del trabajo debe ser proporcionado por la ciudad de Dortmund. Para ello ya se ha previsto una suma de 660.000 euros para el doble presupuesto 2020-21 del museo del fútbol. La DFB insiste en que la ciudad se haga cargo de las pérdidas, ya que le han dado una casa a Dortmund. Los altos precios de entrada al museo también causaron problemas a los aficionados al fútbol. Ésta es una de las razones por las que el número esperado de 300 000 visitantes por año estaba lejos de alcanzarse. Debido a la falta de patrocinadores, la subvención de la ciudad de Dortmund aumentará a 727 000 euros anuales en 2019 ya 900 000 euros anuales a partir de 2020.
En su informe, el autor Moritz Rinke opina que una visita al Museo del Fútbol Alemán permite a los visitantes experimentar "tocar su propia vida, infancia, recuerdos" y que la exposición está "basada escenográficamente y multimedia".
La corresponsal en jefe del New York Times, Alison Smale, escribe en su ensayo Un museo sobre el fútbol y sobre Alemania que el museo no teme compararlo con el pasado alemán: "La selección nacional de 1941 se muestra con el saludo nazi antes del partido contra Suecia. Una notoria película de propaganda de 1944 muestra a los presos judíos en el gueto nazi de Theresienstadt [...] jugando al fútbol y supuestamente llevando una vida relajada.  En realidad, la mayoría de ellos fueron deportados a Auschwitz".
Christian Wacker escribió que “la mayoría de los objetos son copias, facsímiles o segundos objetos”.  También criticó la insuficiente implicación de los visitantes con las palabras "Como un museo provincial de los ochenta".

## Exposiciones

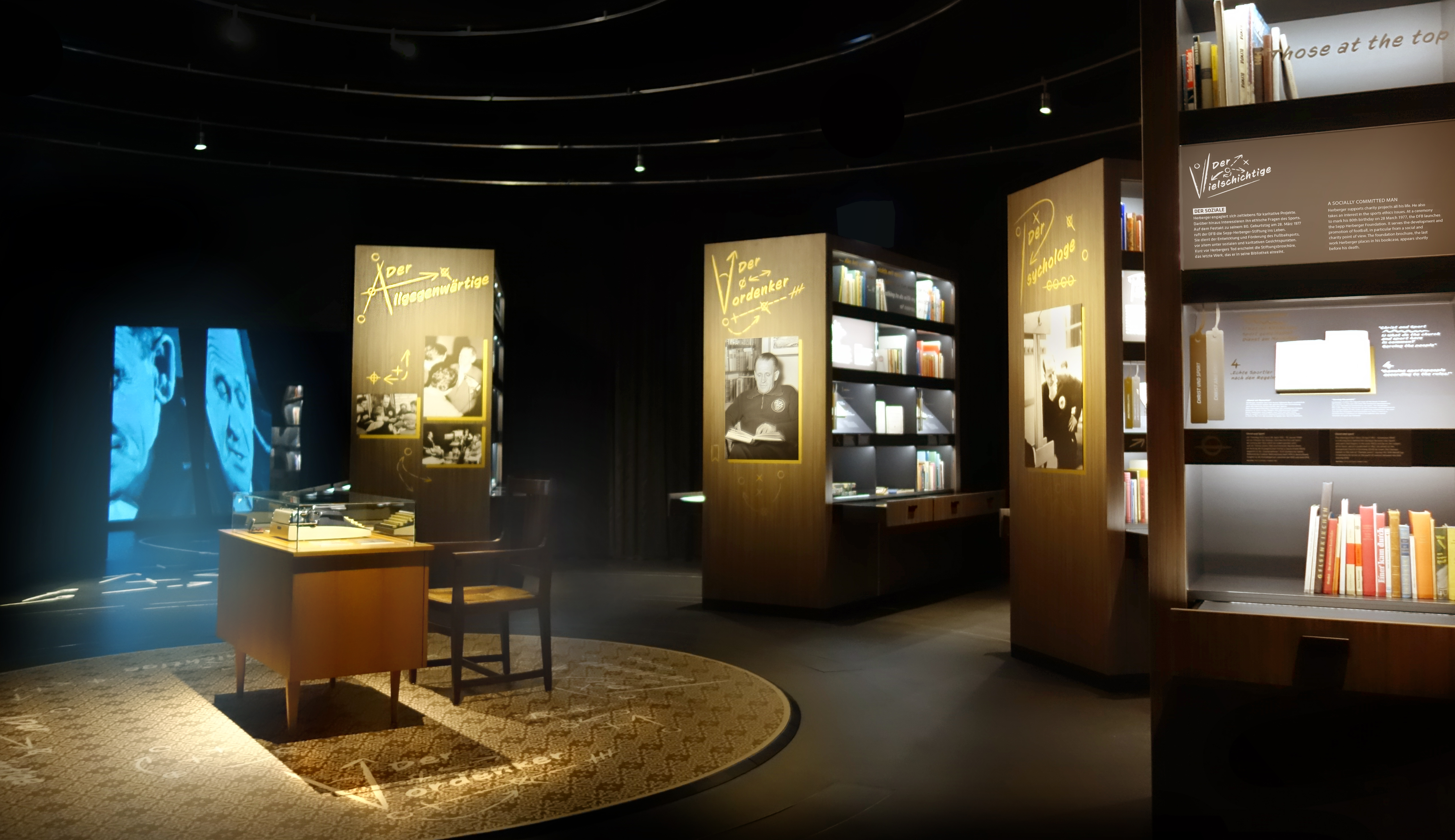
Exposición especial en el Museo del Fútbol Alemán 2017: El mundo de los libros de Herberger: las páginas desconocidas de la leyenda del entrenador.

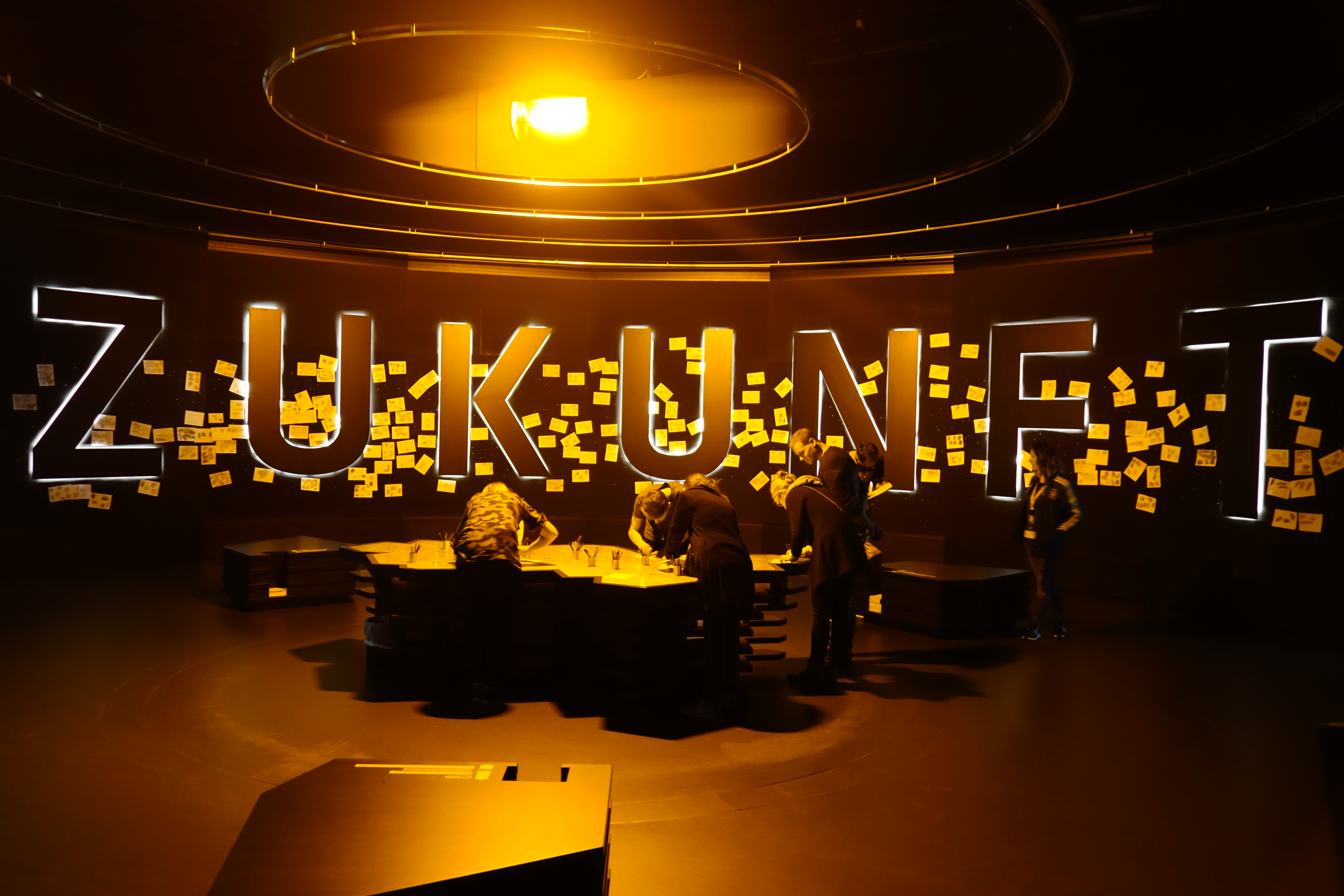
Exposición especial en el Museo del Fútbol Alemán 2018: Cambio de turno - FußballLebenRuhrgebiet.

- 2015: 25 Jahre Deutsche Fußball-Einheit.[35]
- 2016: 50 Jahre Wembley – Der Mythos in Momentaufnahmen.[36]
- 2017: Zwischen Erfolg und Verfolgung – Jüdische Stars im deutschen Sport bis 1933 und danach.[37]
- 2017: Herbergers Welt der Bücher – Die unbekannten Seiten der Trainer-Legende.[38]
- 2018: Schichtwechsel – FußballLebenRuhrgebiet.[39]

## Literatura
- Manuel Neukirchner (Autor): Mehr als ein Spiel. Das Buch zum Deutschen Fußballmuseum. Klartext Verlag, Essen 2015, ISBN 978-3-8375-0973-1.
- Manuel Neukirchner: Wembley 1966: Der Mythos in Momentaufnahmen. Klartext Verlag, Essen 2016, ISBN 978-3-8375-1622-7.
- Manuel Neukirchner: Herbergers Welt der Bücher – Die unbekannten Seiten der Trainer-Legende. Verlag Die Werkstatt, Göttingen 2017, ISBN 978-3-7307-0340-3.
- Jochen Hieber, Manuel Neukirchner (Autor): Fundstücke aus dem Deutschen Fußballmuseum. Auftaktband der Reihe Kleine Fußball-Bibliothek in der Edition Deutsches Fußballmuseum, Dortmund 2017, ISBN 978-3-00-057313-2.